# 磁阻式隨機存取記憶體

简化的磁性随机存储器的结构

磁阻式隨機存取記憶體（Magnetoresistive Random Access Memory，縮寫為），是一種非易失性記憶體技術，從1990年代開始發展。這個技術的擁護者認為，這個技術速度接近SRAM，具有快閃記憶體的非揮發性，容量密度及使用壽命不輸DRAM，平均能耗遠低於DRAM，成為真正的通用型記憶體（Universal memory）。它目前由Everspin公司生产，其他公司，包括格羅方德和三星電子已经宣布产品计划。

## 描述
与传统的RAM芯片技术不同，MRAM中的数据不作为电荷或电流流动存储，而是由磁存储元件存储。 这些元件由两个铁磁性板形成，每个铁磁板可以保持由薄的绝缘层分开的磁化。两个板之一是设置为特定极性的永磁体; 另一个板的磁化可以改变以匹配外部磁场的磁化来存储存储器。 这种配置被称为磁性隧道结，是MRAM位的最简单的结构。存储设备由这样的“单元”的网格构建。
读取的最简单的方法是通过测量一个单元的电阻来实现。（通常）通过为相关联的晶体管供电流（通常）选择特定的一个单元，其将电流从电源线通过单元切换到地。由于隧道磁阻，单元的电阻由于两个板中磁化的相对取向而变化。通过测量所得到的电流，可以确定任何特定单元内的电阻，并从此确定可写板的磁化极性。通常，如果两个板具有相同的磁化对准（低电阻状态），则将其视为“1”，而如果对准反平行，则电阻将更高（高电阻状态），这意味着“0”。
它應用巨磁阻效应為其工作原理。
使用各种方式将数据写入单元格。在最简单的“经典”设计中，每个单元位于彼此成直角布置的一对写入线之间，平行于单元，一个在单元之上和之下。当电流通过它们时，在可写板拾取的接合处产生感应磁场。这种操作模式类似于核心内存，这是1960年代常用的一种系统。这种方法需要相当大的电流来产生这一领域，然而，这使得它对MRAM的主要缺点是低功耗使用不太有趣。另外，随着器件的尺寸缩小，有一段时间，感应场与小区域相邻的单元格重叠，导致潜在的错误写入。这个问题，半选择（或写入干扰）问题似乎为这种类型的单元设置了相当大的最小尺寸。这个问题的一个实验性解决方案是使用使用巨磁阻效应编写和阅读的圆形域，但是似乎这一行研究已经不再活跃了。
一种较新的技术，自旋转移转矩（STT）或自旋转移切换使用自旋对准（“极化”）电子直接扭转域。具体来说，如果流入层中的电子必须改变它们的旋转，则将产生将转移到附近层的转矩。这会降低编写单元格所需的电流量，使其与读取过程大致相同。[ 引证需要 ]有人担心，“经典”的类型的MRAM单元将具有在高密度难度由于在写入期间所需要的电流的量，即STT避免的问题。因此，STT支持者希望将该技术用于65纳米或更小的器件。缺点是需要保持旋转一致性。总体而言，STT比常规或切换MRAM要求的写入电流要少得多。该领域的研究表明，通过使用新的复合结构，STT电流可以降低多达50倍。然而，高速运行仍然需要更高的电流。
其他可能的安排包括在写入过程期间，磁隧道结短暂加热（让人想起相变记忆）的“ 热辅助开关 ”（TAS-MRAM），并在其余时间保持MTJ在更冷的温度下稳定; 和“垂直传输MRAM”（VMRAM），其使用通过垂直列的电流来改变磁方向，可以以更高的密度使用减少写干扰问题的几何布置。
综述文献提供了垂直几何中与MRAM相关的材料和挑战的细节。作者描述了一个名为“Pentalemma”的新术语，它代表五种不同要求的冲突，例如写入电流，位稳定性，可读性，读/写速度和与CMOS的过程集成。讨论材料的选择和MRAM的设计，以满足这些要求。

## 历史
以下大部分内容均来自mram-info （页面存档备份，存于）网站：
- 1955年，磁芯記憶體具有与MRAM相同的读写原理。
- 1984年 - 巨磁阻效应 （页面存档备份，存于）的发现
- 1988年 - 欧洲科学家（阿尔贝·费尔和彼得·格林贝格）发现了薄膜结构中的“巨磁阻效应”。
- 1995年 - 摩托罗拉（后来成为飞思卡尔）开始了MRAM开发工作
- 1996年 - 自旋转移矩 (Spin transfer torque, STT)被提出[4][5]
- 1998年 - 摩托罗拉开发256Kb MRAM测试芯片[6]
- 2000年 - IBM和英飞凌建立了MRAM联合开发计划。
- 2000年 - Spintec实验室的第一个自旋扭矩转移（英语：Spin-torque transfer）专利。

## 应用
MRAM的建议应用包括以下设备：
- 航空航天和军事系统
- 数码相机
- 笔记本电脑
- 智能卡
- 移动电话
- 蜂窝基站
- 个人电脑
- 电池备用SRAM更换
- 数据记录专业记忆（黑匣子解决方案）
- 媒体播放器
- 书籍阅读器

## 参阅
- 磁泡存储器
- 電子抹除式可複寫唯讀記憶體（EEPROM）
- 鐵電隨機存取記憶體（FeRAM）
- 铁磁性
- 磁阻效应
- 忆阻器
- 纳米随机存储器（Nano-RAM）
- 相变化内存（PRAM）